# David Roddy

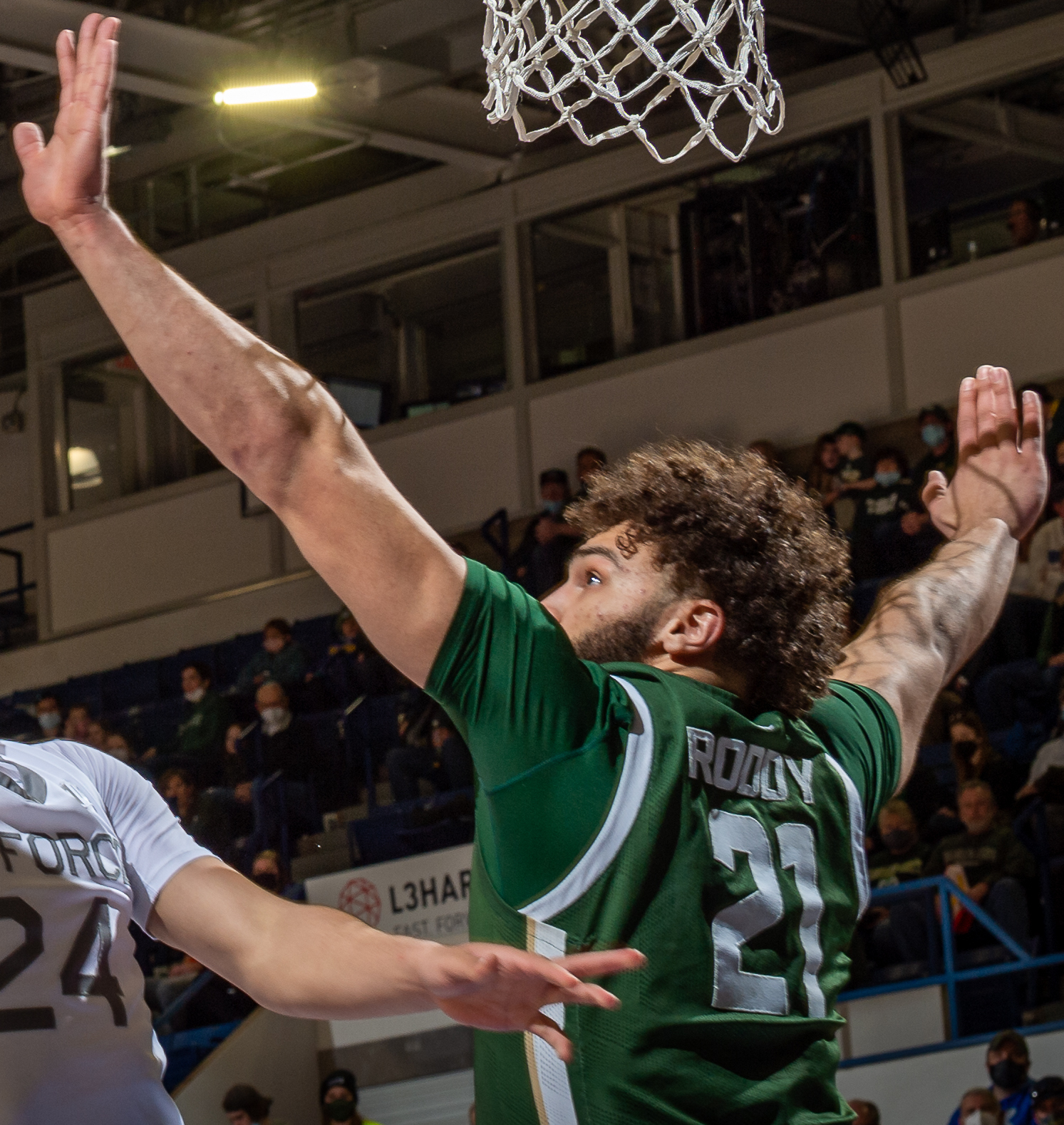
David Roddy, 2022.

David Michael Roddy, född 27 mars 2001 i Minneapolis i Minnesota, är en amerikansk professionell basketspelare (SF/PF) som spelar för Toronto Raptors i National Basketball Association (NBA). Han har tidigare spelat för Memphis Grizzlies, Phoenix Suns, Atlanta Hawks, Philadelphia 76ers och Houston Rockets.
Roddy draftades av Philadelphia 76ers i första rundan i 2022 års draft som 23:e spelare totalt.
Innan han blev proffs studerade Roddy vid Colorado State University och spelade för deras idrottsförening Colorado State Rams.